# Крествуд Вилиџ (Њу Џерзи)
Крествуд Вилиџ (енгл. Crestwood Village) насељено је место без административног статуса у америчкој савезној држави Њу Џерзи.

## Демографија
По попису из 2010. године број становника је 7.907, што је 485 (-5,8%) становника мање него 2000. године.
| Група             | 2000.         | 2010.         |
| Белци             | 8.182 (97,5%) | 7.512 (95,0%) |
| Афроамериканци    | 64 (0,8%)     | 116 (1,5%)    |
| Азијати           | 20 (0,2%)     | 51 (0,6%)     |
| Хиспаноамериканци | 94 (1,1%)     | 169 (2,1%)    |
| Укупно            | 8.392         | 7.907         |